# Porites lobata
Porites lobata is een rifkoralensoort uit de familie van de Poritidae. De wetenschappelijke naam van de soort is voor het eerst geldig gepubliceerd in 1846 door Dana. De soort staat op de Rode Lijst van de IUCN geklasseerd als 'gevoelig'.